# Geoffrey Dernis
Geoffrey Dernis (ur. 24 grudnia 1980 w Grande-Synthe) – francuski piłkarz występujący na pozycji pomocnika. Obecnie jest zawodnikiem klubu Stade Brestois 29.

## Kariera klubowa
Dernis zawodową karierę rozpoczynał w 1998 roku w drugoligowym klubie Lille OSC. W 2000 roku awansował z nim do Ligue 1. W tych rozgrywkach zadebiutował 17 lutego 2001 w wygranym 1:0 spotkaniu z En Avant Guingamp. Latem 2001 został wypożyczony na dwa sezony do drugoligowego ES Wasquehal. W 2003 roku powrócił do Lille. 7 lutego 2004 w wygranym 2:0 pojedynku z FC Sochaux-Montbéliard strzelił pierwszego gola w trakcie gry w Ligue 1. W 2005 roku wywalczył z zespołem wicemistrzostwo Francji.
W lipcu 2006 Dernis podpisał kontrakt z innym pierwszoligowcem - AS Saint-Étienne. Pierwszy ligowy mecz zaliczył tam 5 sierpnia 2006 przeciwko FC Sochaux-Montbéliard (1:2). W Saint-Étienne spędził trzy sezony. W tym czasie zagrał tam w 81 ligowych meczach i zdobył w nich 9 bramek.
Latem 2009 roku odszedł do beniaminka Ligue 1 – Montpellier HSC. W jego barwach zadebiutował 8 sierpnia 2009 w zremisowanym 1:1 spotkaniu z Paris Saint-Germain.
| Sezon   | Klub                | Kraj    | Rozgrywki  | Mecze | Bramki | Rozgrywki Europy   | Mecze | Bramki |
| ------- | ------------------- | ------- | ---------- | ----- | ------ | ------------------ | ----- | ------ |
| 1998/99 | Lille OSC           | Francja | Division 2 | 5     | 0      | -                  | -     | -      |
| 1999/00 | Lille OSC           | Francja | Division 2 | 3     | 0      | -                  | -     | -      |
| 2000/01 | Lille OSC           | Francja | Division 1 | 2     | 0      | -                  | -     | -      |
| 2001/02 | ES Wasquehal (wyp.) | Francja | Division 2 | 30    | 7      | -                  | -     | -      |
| 2002/03 | ES Wasquehal (wyp.) | Francja | Ligue 2    | 32    | 4      | -                  | -     | -      |
| 2003/04 | Lille OSC           | Francja | Ligue 1    | 19    | 1      | -                  | -     | -      |
| 2004/05 | Lille OSC           | Francja | Ligue 1    | 24    | 3      | Liga Europy UEFA   | 8     | 0      |
| 2005/06 | Lille OSC           | Francja | Ligue 1    | 21    | 1      | Liga Mistrzów UEFA | 10    | 2      |
| 2006/07 | AS Saint-Étienne    | Francja | Ligue 1    | 28    | 1      | -                  | -     | -      |
| 2007/08 | AS Saint-Étienne    | Francja | Ligue 1    | 29    | 7      | -                  | -     | -      |
| 2008/09 | AS Saint-Étienne    | Francja | Ligue 1    | 25    | 1      | Liga Europy UEFA   | 9     | 1      |
| 2009/10 | Montpellier HSC     | Francja | Ligue 1    | 15    | 3      | -                  | -     | -      |
| 2010/11 | Montpellier HSC     | Francja | Ligue 1    | 25    | 1      | Liga Europy UEFA   | 0     | 0      |
| 2011/12 | Montpellier HSC     | Francja | Ligue 1    | 20    | 5      | -                  | -     | -      |
| 2012/13 | Stade Brestois 29   | Francja | Ligue 1    | 22    | 1      | -                  | -     | -      |
| 2013/14 | Stade Brestois 29   | Francja | Ligue 2    | 0     | 0      | -                  | -     | -      |

Stan na: 12 czerwca 2013 r.